# Tealliet
Het mineraal tealliet is een lood-tin-sulfide met de chemische formule PbSnS2. Het vormt een mengreeks met herzenbergiet (Sn,Pb)SnS2).

## Eigenschappen
Het donkergrijze tealliet heeft een metaalglans en een zwarte streepkleur. Het kristalstelsel is orthorombisch-dipyramidaal en de splijting is perfect langs kristalvlak [001]. Gezien de –soms– plaatvormige habitus van tealliet volgens [001], is de splijting lamellair. Eventuele tweelingen van tealliet zijn enkel te herkennen op gepolijste secties. De gemiddelde dichtheid is 6,36 en de hardheid is 1,5 à 2. 

Opvallend is de ductiliteit en flexibiliteit van tealliet: het mineraal is bewerkbaar en toont een zekere vorm van elasticiteit. 

## Naam
Tealliet is vernoemd naar de Britse geoloog Jethro Justinian Harris Teall (1849-1924), voormalige ‘’president’’ van de Geological Society of London en van de ‘’Geological Survey of Great Britain and Ireland’’.

## Voorkomen
Tealliet komt voor in hydrothermale aders, rijk aan tin. Occasioneel is tealliet een belangrijk tinerts.
De typelocaties van tealliet zijn de Santa Rosa-zilvermijnen in Antequera in Bolivia.